# Robert Welch, Jr.
Robert Henry Winborne Welch Jr. (* 1. Dezember 1899 in Chowan County, North Carolina; † 6. Januar 1985 in Winchester, Massachusetts) war ein US-amerikanischer Geschäftsmann, politischer Aktivist und Verschwörungstheoretiker. Nachdem er im Handel mit Süßwaren reich geworden war, gründete er 1958 die John Birch Society. Er war ein antikommunistischer Hardliner, der hinter dem Kommunismus eine Weltverschwörung vermutete. 

## Leben
Welch wurde als Sohn von Lina Verona (geb. James) und Robert Henry Winborne Welch Sr. in North Carolina geboren, welche wirtschaftlich erfolgreiche Bauern waren. Er war ein sehr begabter Schüler und besuchte die High School im Alter von zehn Jahren und wurde im Alter von zwölf Jahren an der University of North Carolina at Chapel Hill zugelassen – als jüngster Student, der jemals dort eingeschrieben wurde. Von seiner Jugend an war er ein fundamentalistischer Baptist und versuchte an der Universität seine Mitstudenten zu missionieren. Nach seinem Bachelor in Chapel Hill besuchte er die United States Naval Academy und die Harvard Law School, machte aber an keiner der beiden Institutionen einen Abschluss. In Harvard geriet der konservative Welch mit dem marxistisch ausgerichteten Felix Frankfurter in Konflikt.

### Unternehmerische Aktivitäten
Nachdem er sein Studium in Harvard abgebrochen hatte, gründete Welch 1922 die Oxford Candy Company in Brooklyn, nachdem er ein Süßigkeitenrezept gekauft hatte. Das Geschäft lief zunächst so schlecht, dass Welch einen zweiten Job annehmen musste. Im folgenden Jahr wurde sein Bruder James von ihm eingestellt, um ihm zu helfen. James Welch verließ das Unternehmen, um 1925 sein eigenes Süßwarenunternehmen zu gründen. Nachdem sein Unternehmen zwischenzeitlich auf knapp 160 Mitarbeiter angewachsen war, ging es während der Great Depression bankrott. Er schloss sich schließlich dem Süßwarenunternehmen seines Bruders, James O. Welch Company, an, dass die Krise überlebt hatte. Welch wurde Direktor für Verkauf und Marketing des Unternehmens und entwickelte eigene Produkte. 1956 konnte Welch sich als reicher Mann in den Ruhestand zurückziehen und sich auf politischen Aktivismus konzentrieren.

### Politische Aktivitäten
Welch war zeit seines Lebens ein Antikommunist und Anhänger verschiedener Verschwörungstheorien. Während des Zweiten Weltkriegs unterstützte Welch das America First Committee und die Präsidentschaftskandidatur des Isolationisten Robert Taft 1940. Er war in der U.S. Chamber of Commerce aktiv und war Vizepräsident der National Confectioners Association. Er arbeitete in den 1940er Jahren für das War Production Board und das Office of Price Administration. Welch wurde schließlich Funktionär der Republikanischen Partei in Massachusetts und kandidierte 1950 bei den Vorwahlen erfolglos für das Amt des Vizegouverneurs des Bundesstaates. Er trat in den Vorstand der National Association of Manufacturers (NAM) ein und war außerdem regionaler Vizepräsident und Vorsitzender des Bildungsausschusses. Welch war ein großer Unterstützer von Senator Joseph McCarthy und den antikommunistischen Diktatoren Rhee Syng-man und Chiang Kai-shek. 
Welch gründete die John Birch Society (JBS) im Dezember 1958 in Indianapolis und hielt einen „zweitägigen Marathon-Monolog“, in dem er für einen minimalen Staat warb und vor einer kommunistischen Verschwörung warnte. Er benannte die Organisation nach John Birch, einem amerikanischen Missionar und Offizier des militärischen Geheimdienstes, der 1945 bei einer Konfrontation mit chinesischen kommunistischen Soldaten getötet wurde. Für Welch waren sogar Konservative wie Dwight D. Eisenhower verdächtig, Teil eines kommunistischen Plots zu sein. Er war gegen Steuern, Gewerkschaften, den Wohlfahrtsstaat und die Desegregation in den Südstaaten, für die er den Kommunismus verantwortlich machte. Obwohl er den Kommunismus fürchtete, war er gegen das ausländische Engagement der USA und sprach sich deshalb gegen den Vietnamkrieg aus. Seine extremen Theorien machten ihn sogar unter Konservativen zu einem Außenseiter.
In den 1960er Jahren begann Welch zu behaupten, dass selbst die Kommunisten nicht die oberste Ebene der von ihm wahrgenommenen Verschwörung darstellten, und dass der Kommunismus nur eine Fassade für eine Weltverschwörung sei, die ihre Wurzeln im Illuminatenorden habe und bis zur Gründung der Vereinigten Staaten zurückreiche. Angeführt von denen, die er „Insider“ nannte, sah er die Verschwörer vor allem in internationalen Finanzfamilien wie den Rothschilds und den Rockefellers, in Regierungsbehörden wie dem Federal Reserve System und dem Internal Revenue Service sowie in Organisationen wie der Bilderberg-Gruppe, dem Council on Foreign Relations und der Trilateralen Kommission. Welch beeinflusste damit den Glauben an Verschwörungstheorien in den modernen USA maßgeblich. 
Welch begann mit elf Männern und baute die Mitgliederzahl der JBS stark aus, kontrollierte die Einnahmen streng und gründete eine Reihe von Publikationen. In ihrer Blütezeit hatte die Organisation nach eigenen Angaben 100.000 Mitglieder. Jeglichen anderen Organisationen misstraute der Verschwörungstheoretiker Welch. Die Hauptaktivität in den 1960er Jahren, so Rick Perlstein, „bestand aus monatlichen Treffen, bei denen ein Film von Welch angesehen wurde, gefolgt vom Schreiben von Postkarten oder Briefen an Regierungsbeamte, die bestimmte politische Maßnahmen mit der kommunistischen Bedrohung in Verbindung brachten“. Welch war Herausgeber und Verleger der Monatszeitschrift American Opinion und der Wochenzeitschrift The Review of the News. Er schrieb mehrere Bücher und eine Sammlung seiner Essays wurde in einem Buch mit dem Titel The New Americanism herausgegeben, das später als Inspiration für die Zeitschrift The New American diente.
1983 trat Welch von seinem Amt als Präsident der John Birch Society zurück. Sein Nachfolger wurde der Kongressabgeordnete Larry McDonald, der einige Monate später starb, als sein Flugzeug beim Korean-Air-Lines-Flug 007 von der Sowjetunion abgeschossen wurde. Danach war Welch erneut Präsident der JBS, bis er 1985 verstarb. 

### Privatleben
Welch lernte seine spätere Frau Marian Probert Welch in seiner Collegezeit kennen; sie besuchte das Wellesley College. Das Paar hatte zwei Söhne, Hillard und Robert.

## Veröffentlichungen
- May God Forgive Us: A Famous Letter Giving the Historical Background of the Dismissal of General MacArthur (1952). Henry Regnery Company.
- Again, May God Forgive Us! (1952). Belmont: Belmont Publishing Company.
- The Blue Book of The John Birch Society (1959). Belmont: Western Islands.
- The Life of John Birch: In the Story of One American Boy, the Ordeal of His Age (1960). Belmont.: Western Islands.
- The Politician: A Look at the Political Forces that Propelled Dwight David Eisenhower into the Presidency (1963). Appleton.: Robert Welch University Press.
- The New Americanism: And Other Speeches and Essays (1966). Belmont: Western Islands.
- The Romance of Education (1973). Boston: Western Islands.